# كفر حلوس
كفر حلوس، هي قرية لبنانية من قرى قضاء البترون في محافظة الشمال.